# Casavieja (kommunhuvudort)
Casavieja är en kommunhuvudort i Spanien.   Den ligger i provinsen Provincia de Ávila och regionen Kastilien och Leon, i den centrala delen av landet, 90 km väster om huvudstaden Madrid. Casavieja ligger 576 meter över havet och antalet invånare är 1 459.
Terrängen runt Casavieja är varierad. Runt Casavieja är det mycket glesbefolkat, med 6 invånare per kvadratkilometer. Närmaste större samhälle är Sotillo de la Adrada, 15,5 km öster om Casavieja. 